# Bobby Rhine
Bobby Rhine (St. Louis (Missouri), 18 april 1976 - Florida, 5 september 2011) was een voetballer, die voor FC Dallas speelde in de Major League Soccer.
Sinds Rhine was opgesteld bij FC Dallas, speelde hij op veel posities, zowel als aanvaller en als middenvelder. Zijn beste seizoen was in 2002, hij scoorde 7 doelpunten en maakte 6 assist, plus dat hij een doelpunt maakte in de playoffs. In acht seizoenen in de Major Leage Soccer stond hij totaal op 23 goals en 33 assists. Zijn veelzijdigheid zorgde ervoor dat hij in 2005 werd opgesteld als verdediger.
Bobby Rhine overleed op 5 september 2011 aan een hartaanval tijdens een vakantie in Florida.
2 Munjoma ·
3 Martínez ·
4 Bressan ·
5 Quignón ·
6 Cerrillo ·
7 Obrien ·
8 Acosta ·
9 Ferreira ·
10 Ricaurte ·
11 Schön ·
12 Hollingshead ·
14 Burgess ·
16 Pepi ·
17 Vargas ·
18 Servania ·
19 Pomykal ·
20 Maurer ·
21 ElMedkhar ·
22 Twumasi ·
24 Hedges ·
25 Smith ·
26 Nelson ·
28 Redžić ·
29 Jara ·
30 Zobeck ·
31 Sealy ·
32 Che ·
80 Hernandez ·
99 Megiolaro ·
Coach: Gonzalez
· Assistent-coach: Luccin